# Moralisk risk
Moralisk risk, eller den vanligare engelska termen moral hazard (som korrekt översatt betyder moralisk fara), är ett samhällsvetenskapligt begrepp, som används särskilt inom nationalekonomisk teori. 
Moralisk risk uppstår när en part i ett avtal kan öka sin nytta genom att dra nytta av positiva konsekvenser av riskfyllda handlingar men där eventuella negativa konsekvenser delvis eller helt drabbar en eller flera andra parter. Den ena parten sägs då vara beroende av motpartens moral, på så vis att denne uppgett all relevant information för den andra parten.
Ett exempel på moralisk risk är en arbetsgivare som utfäster sig att betala de fortkörningsböter som en arbetstagare ådrar sig i tjänsten, utifrån en förväntan om att arbetstagaren inte kör fortare än den genomsnittlige föraren. Arbetstagaren kan dra nytta av utfästelsen genom att förändra sitt beteende och köra mycket fort mellan möten och därmed prestera fler möten, medan arbetsgivaren får ta kostnaden för eventuella fortkörningsböter som det förändrade beteendet resulterat i.
Ett exempel på när moralisk risk på flera nivåer sammantaget resulterade i stora samhällsproblem, kostnader och förmögenhetsöverföringar var finanskrisen 2007-2008. Amerikanska bostadsfinansieringsinstitut lånade då ut pengar till bostadsköpare med bristfällig bedömning av bostadsköparnas förmåga att återbetala lånen. Dessa lån kallades för subprimelån. Lånen hade en återbetalningsklausul som innebar att om låntagaren inte kunde betala räntor eller amorteringar, kunde låntagaren bli kvitt sin återbetalningsskyldighet genom att överlåta ägandet av bostaden till långivaren. Den bristande kreditbedömningen hos kreditgivarna kombinerat med möjligheten att kvitta återbetalningsskyldigheten mot "nycklarna till bostaden" utnyttjades av bostadsköpare till att finansiera bostadsköp som översteg låntagarnas återbetalningsförmåga, utan att bostadsköparna behövde bära den fulla finansiella risken till följd av bostadsköpen. Det var en moralisk risk. När konjunkturen sedermera vek och arbetslösheten steg, resulterade det i att många bostäder överläts till bostadsfinansieringsinstituten efter att låntagarna drabbades av arbetslöshet eller av andra orsaker fick betalningssvårigheter. Bostadsfinansieringsinstituten i sin tur sålde de överlåtna bostäderna exekutivt. De exekutiva bostadsförsäljningarna resulterade i att priserna på bostäder föll snabbt och bostadsfinansieringsinstituten (eller de de sålt krediten vidare till) ådrog sig mycket stora kreditförluster till följd av låntagarnas bristande återbetalningsförmåga.
I efterhand konstaterades att finanskrisen 2007-2008 orsakats av moralisk risk på flera nivåer, bland annat till följd av bostadsfinansieringsinstitutens försäljningsmetoder. Bostadsmäklare som lät sina kunder finansiera sina köp hos bostadsfinansieringsinstituten erhöll provisioner samtidigt som bostadsköparna erhöll rabatter på räntor och anstånd med amorteringar under en inledande period på bostadslån med lång löptid. Provisionerna till bostadsmäklarna utbetalades oavsett om lånen senare gav upphov till kreditförluster, vilket utgjorde moralisk risk. Även bostadsfinansieringsinstitutens interna bonussystem hade givit upphov till moralisk risk genom att personal med beslutsansvar hade erhållit lönebonusar kopplade till kortsiktiga låneförsäljningsresultat, medan bostadsfinansieringsinstituten drabbades av de kreditförluster som uppstod till följd av den framgångsrika låneförsäljningen.
Även hos många banker hade moralisk risk bidragit till finanskrisen 2007-2008 när de genom finansiella derivattransaktioner tagit stora kreditrisker förknippade med subprimelånen. Chefer och tjänstemän hade erhållit bonusutbetalningar som var relaterade till bankernas provisionsintäkter på derivattransaktionerna, medan bankerna drabbades av de kreditförluster som senare uppstod. Moralisk risk bidrog bland annat till att den amerikanska investmentbanken Lehman Brothers sedermera gick i konkurs.
Moralisk risk är ofta intimt förknippat med brist på eller undanhållande av information som är avgörande för att parterna i ett avtal ska kunna bedöma och värdera olika möjliga framtidsscenarier. Moralisk risk kan även uppstå till följd av strukturella brister i regleringen av marknader, som var fallet i finanskrisen 2007-2008.
Termen används om situationer då endera parten i ett ingånget avtal, ofta i marknaden för försäkringar, ändrar sitt beteende efter att till exempel ett kontraktet signerats, så att de sannolikheter som tillskrivits endera partens sätt att agera inte längre gäller.

## Definition
Moralisk risk uppstår på grund av att en individ eller institution inte drabbas fullt ut av de negativa effekterna av sitt eget handlande. Därmed får individen eller institutionen ett incitament att handla mindre försiktigt än om individen eller institutionen drabbats fullt ut av negativa effekter av sitt eget handlande. Ofta är det motparten i en transaktion eller ett avtal som drabbas av de negativa konsekvenserna av den förstes handlande. De negativa effekterna utgör en extern effekt om hänsyn inte kan tas till den moraliska risken när avtalet ingås. Moralisk risk är ett betydelsefullt marknadsmisslyckande och kan ses som en variant av snedvridet urval.

## Begreppshistoria
Enligt forskning av Dembe och Boden kan termen dateras tillbaks till 1500-talet. Den engelska motsvarigheten nyttjades flitigt bland de engelska försäkringsbolagen under sent 1700-tal. Tidigt användande av terminologin bar en negativ klang och åsyftade på bedrägeri eller omoraliskt beteende, vanligen mot den försäkrade delen.
Konceptet moralisk risk blev ämne för förnyade studier av nationalekonomer på 1960-talet och hade inte innebörden om omoraliskt uppförande eller bedrägeri vid denna tidpunkt utan de använde termen mer för att beskriva ineffektivitet som kan uppkomma då risker är förskjutna eller undanträngda mer än etiken eller moralen hos de involverade parterna.

## Inom finans
Moralisk risk är utsikten att en part som är isolerad från risk kan bete sig annorlunda än hur den skulle bete sig om parten var fullt utsatt för risk. 

## Inom ledarskap
Moralisk risk kan uppkomma då en högre chef eller ledare är skyddad från konsekvenserna av dåligt beslutsfattande.

## Inom försäkring
En typisk situation är när en försäkringstagare tar större risker än han annars skulle göra eftersom han vet att han skyddas av försäkringen. Ett exempel är om en individ  tecknat en tandvårdsförsäkring och därefter låter bli att sköta sina tänder lika noggrant som innan eftersom den ekonomiska kostnaden av hål i tänderna bärs av försäkringsbolaget. Vanligtvis motverkas detta beteende genom självrisker och/eller samförsäkringspriser, vilket i praktiken innebär ofullständig täckning av försäkringen. Moralisk risk kan också leda till att den som tecknar försäkringen, försäkringstagare, lämnar oriktiga uppgifter när försäkringen tecknas eller i samband med att en skada regleras. Det kan också leda till att försäkringsfall simuleras eller framkallas avsiktligt.